# Guillema de Castellvell
Guillema de Castellvell (ou Guillemette de Castellvell en français), membre de la noblesse catalane, fut vicomtesse du Béarn puis vicomtesse de Narbonne.

## Biographie
Fille de Guillaume de Castellvell et de Balasqueta de Vilademuls, sa grand-mère paternelle est la fille du comte de Barcelone Raimond-Bérenger III. Elle a pour frères Albert Ier de Castellvell et Alamanda d'Entença. Orpheline à huit ans, elle passe avec ses frères sous la tutelle de son oncle l'archevêque de Tarragone Bérenguer de Vilademuls.
En 1193, elle épouse Guillaume Ier de Moncade (vicomte de Béarn), mariage dont naît un fils, Guillaume II de Moncade. Néanmoins, Guillaume Ier de Moncade disparait après avoir fait assassiner Bérenguer de Vilademuls, l'oncle de sa femme.
En 1205, à la suite de la mort de son frère Albert Ier de Castellvell durant la quatrième croisade, Guillema de Castellvell hérite de la baronnie familiale de Castellvell. Douze ans après la disparition de son premier mari, elle se remarie avec Aymeri III de Narbonne (vicomte de Narbonne), mais n'aura pas d'enfant avec lui. Car vers 1208, Guillaume Ier de Moncade refait apparition, et Guillema de Castellvell choisit de mettre de l'ordre dans ses affaires. Aymeri III de Narbonne et elle se séparent donc.
Elle subit ensuite la croisade contre les cathares. En 1213, lors de la bataille de Muret, elle voit se battre son ex-mari et son fils : celui-ci serait d'ailleurs arrivé en retard avec les renforts qu'il commandait.
En 1228, Guillema de Castellvell meurt finalement ; un an avant que son fils ne fasse de même, lors de la conquête de Majorque.

### Article d'origine
- Cet article a été rédigé en grande partie à partir de l'article du wikipédia catalan Guilleman I de Castellvell.